# Liste der norwegischen Meister im Skeleton
Die Liste der norwegischen Meister im Skeleton umfasst Sportler, die sich bei den nationalen Meisterschaften Norwegens im Skeleton auf den ersten drei Rängen platzieren konnten. Da die Athletendecke bei den Skeletonpilotinnen sehr dünn ist, treten in der Regel nicht genug Sportlerinnen an, um alle Medaillenränge zu besetzen. 2003 startete auch die Schweizerin Maya Pedersen-Bieri, die mit Snorre Pedersen verheiratet ist.

## Platzierungen
(Die Listen sind unvollständig)

### Einer der Männer
| Jahr | Ort         | Meister             | Vize                         | Dritter                 |
| ---- | ----------- | ------------------- | ---------------------------- | ----------------------- |
| 1995 | ?           | Roy Peistorpet      | ?                            | ?                       |
| 1996 | ?           | Erik Skollerud      | ?                            | ?                       |
| 1997 | ?           | Terje Scheie        | ?                            | ?                       |
| 1998 | Lillehammer | Håvard Engelien     | Snorre Pedersen Terje Scheie | –                       |
| 1999 | ?           | Snorre Pedersen     | ?                            | ?                       |
| 2000 | ?           | Snorre Pedersen     | ?                            | ?                       |
| 2001 | ?           | Snorre Pedersen     | ?                            | ?                       |
| 2002 | ?           | Snorre Pedersen     | ?                            | ?                       |
| 2003 | Lillehammer | Snorre Pedersen     | Håvard Engelien              | Odd Arne Almli          |
| 2004 | Lillehammer | Snorre Pedersen     | Odd Arne Almli               | Håvard Engelien         |
| 2005 | Lillehammer | Snorre Pedersen     | Håvard Engelien              | Odd Arne Almli          |
| 2006 | Lillehammer | Knut Moe            | Helge Grande Stærk           | Karl Even Sørlundsengen |
| 2007 | Lillehammer | Snorre Pedersen     | Odd Arne Almli               | Knut Moe                |
| 2008 | Lillehammer | Håvard Engelien     | Odd Arne Almli               | Christian Pirret        |
| 2009 | Lillehammer | Odd Arne Almli      | Erik Skollerud               | Karl Even Sørlundsengen |
| 2010 | Lillehammer | Snorre Pedersen     | Odd Arne Almli               | Erik Skollerud          |
| 2011 | Lillehammer | Snorre Pedersen     | Håvard Engelien              | Odd Arne Almli          |
| 2012 | Lillehammer | Snorre Pedersen     | Jarle Johannessen            | Odd Arne Almli          |
| 2013 | Lillehammer | Snorre Pedersen     | Odd Arne Almli               | Jarle Johannessen       |
| 2014 | Lillehammer | Snorre Pedersen     | Alexander Hansen             | Fredrik Lerbakken       |
| 2015 | Lillehammer | Alexander Hestengen | Simen Brennhaug              | Fredrik Lerbakken       |

### Einer der Frauen
| Jahr | Ort         | Meister        | Vize               | Dritter |
| ---- | ----------- | -------------- | ------------------ | ------- |
| 1997 | ?           | Guri Knutsen   | ?                  | ?       |
| 1998 | Lillehammer | Desiree Bjerke | ?                  | ?       |
| 1999 | ?           | Desiree Bjerke | ?                  | ?       |
| 2000 | ?           | –              | –                  | –       |
| 2001 | ?           | Desiree Bjerke | ?                  | ?       |
| 2002 | ?           | Desiree Bjerke | ?                  | ?       |
| 2003 | Lillehammer | Maya Pedersen  | Desiree Bjerke     | –       |
| 2004 | Lillehammer | Desiree Bjerke | –                  | –       |
| 2005 | Lillehammer | Desiree Bjerke | Linn-Renee Aarseth | –       |
| 2006 | Lillehammer | Desiree Bjerke | –                  | –       |
| 2007 | Lillehammer | –              | –                  | –       |
| 2008 | Lillehammer | Desiree Bjerke | Randi Solberg      | –       |
| 2009 | Lillehammer | –              | –                  | –       |
| 2010 | Lillehammer | Desiree Bjerke | –                  | –       |
| 2011 | Lillehammer | Desiree Bjerke | –                  | –       |
| 2012 | Lillehammer | Desiree Bjerke | Malina Øvrebø      | –       |
| 2013 | Lillehammer | –              | –                  | –       |
| 2014 | Lillehammer | Desiree Bjerke | –                  | –       |
| 2015 | Lillehammer | Desiree Bjerke | Elise Nilseng      | –       |